# 大片复叶耳蕨
大片复叶耳蕨（学名：Arachniodes cavaleriei）也称钝羽复叶耳蕨、球子复叶耳蕨、阔基复叶耳蕨、百色复叶耳蕨、广西复叶耳蕨，为鳞毛蕨科复叶耳蕨属下的一个种。